# テターボロ空港
テターボロ空港（Teterboro Airport）は、アメリカ合衆国ニュージャージー州のバーゲン郡にあるゼネラル・アビエーション用の代替空港である。テターボロ、ムーナチー、ハスブルック・ハイツの3町（ボロウ）にまたがっている。ニューヨーク・ニュージャージー港湾公社 (PANYNJ) が所有と管理を行い、運営はAFCOグループのAvPORTSが担っている。空港はニュージャージー・メドウランズにあり、マンハッタンのミッドタウンから約20キロメートルの距離にある。この近さゆえに、企業や個人が所有する航空機によく使われる。空港は航空機に45,000kg (100,000ポンド) 以下という重量制限をかけているので、商業空港としての利用はできなくなっている。
空港の面積は3.35km2で、テターボロ町の大半を占めている。格納庫やオフィスに0.36km2、滑走路などの航空用スペースに1.65km2が使われており、残りの1.33km2は未利用地である。空港は1,137人以上を雇用しており、その90%以上が常勤労働者である。
2009年4月、FAA (連邦航空局) は、離着陸時にバードストライクが発生する率が全米で3位 (10万回に43回) であることを発表した。
テターボロ空港は、国内外にチャーター機を飛ばす多くのチャーター企業が拠点にしている。

## 歴史
テターボロ空港は、ニューヨーク都市圏で最も古い空港である。ウォルター・テッター (Walter C. Teter, 1863-1929) は、1917年にこの土地を入手した。ノースアメリカンが、第1次大戦中にこの土地に工場を稼働させていた。第1次大戦後、空港はオランダの航空機デザイナーであるアントニー・フォッカーの業務拠点として使われた。現在地の空港で最初の飛行は1919年に行われた。1926年にテターボロのコロニアル・エア・トランスポートは航空郵便を扱う最初の民間企業になった。
第2次大戦中は米軍がこの空港を利用した。1949年4月1日、ニューヨーク・ニュージャージー港湾公社 (PANYNJ) は、空港を所有していたフレッド・ウェアラン (Fred L. Wehran) から買収した。その後、空港はパンアメリカン航空とその承継会社であるジョンソンコントロールズに、2000年12月1日までの30年間に渡ってリースされた。リース終了後、港湾公社が空港の運営に全責任を負うことになった。
1954年1月、アーサー・ゴッドフリーは彼のダグラス DC-3で管制塔に接近飛行した。その結果、彼のライセンスは剥奪された。
2003年、近隣住民への過度の騒音レベルを理由に、45トン (100,000ポンド) を越える航空機のテターボロ空港からの離陸禁止を継続する連邦法案が、下院議員であるスティーブ・ロスマンの支援で成立した。
2016年5月、アルティメット・エアシャトルが、シンシナティの空港との間で乗客を輸送するサービスを週2便で始めると発表した。

## 施設
テターボロ空港は、海抜2.7m (9フィート) の場所に、340ヘクタール (830エーカー) を占めている。

### 建物
空港にある23の格納庫は、総面積が53,140m2ある。大きなオフィス棟 (面積:12,486m2) がムーナチー通り90番にある。この他にオフィスやショップのスペースが、合計23,411m2ある。また、業務用の建物や、メンテナンス設備、3つの給油所がある。
空港にはニュージャージー航空殿堂博物館がある。

### 管制塔
現在の管制塔はFAA (連邦航空局) によって空港東部に建設され、1975年10月29日に業務を開始した。新しい管制塔が2017年中に供用開始される予定である。
最初の管制塔はもう稼働していないが、木製の一部は今もインダストリアル通りでアトランティック・エビエーションの格納庫として利用されている。それは格納庫の北東部分に残っている。

### 滑走路
滑走路6/24は、長さが1,833m (6,013フィート)、幅が46m (150フィート) あり、高光度滑走路灯を備えている。滑走路6のアプローチには、ILS (計器着陸装置) と中光度進入灯を備えている。滑走路24のアプローチには、PAPI (進入角指示灯) と滑走路末端識別灯を備えている。滑走路6/24は2010年に上塗り舗装と溝彫りが行われた。
滑走路1/19は、長さが2,100m (7,000フィート)、幅が46m (150フィート) あり、高光度滑走路灯と滑走路末端識別灯を備えている。滑走路1のアプローチは、VASIS (進入角指示灯) を備えている。滑走路19のアプローチは、ILS (計器着陸装置) とPAPI (進入角指示灯) を備えている。滑走路1/19は2011年に上塗り舗装と溝彫りが行われ、中央線と接地帯灯が導入された。騒音を抑制する手段として、滑走路19を使うことが推奨されている。

### 誘導路
空港には約6.8km (4.2マイル) の誘導路がある。大半は幅が18m (60フィート) で、中央線と誘導路灯が備わっている。

### 航空機
2010年に153,250回、平均して1日に419回の運航を行った。65.6%はゼネラルアビエーションであり、34％はエアタクシー、0.3%は軍の利用であり、定期便は1%未満であった。121機がテターボロ空港を拠点にしている。その81%はジェット機で、10.7%はヘリコプター、6.6%は単発プロペラ機、1.7%は多発プロペラ機である

### その他
ニュージャージー航空殿堂博物館が空港にある。1972年に設立され、航空分野での卓越した業績を州にもたらした人の名誉をたたえる、全米で最初の州立航空殿堂であった。近年の博物館拡張により、見学者は歴史的な航空宇宙分野の装備や遺物、写真、美術、大規模なモデルコレクションを見学することが出来るようになった。図書館には、4,000冊以上の蔵書と、数百点の航空に関するビデオテープがある。

## 公共交通機関
テターボロ空港へは、マンハッタンのミッドタウンにある港湾公社のバスターミナルから、ニュージャージー・トランジットバスのルート161 (定期路線)、ルート165 (平日運航)、ルート144 (繁忙期の平日に運航) で行くことができる。テターボロ駅はニュージャージー・トランジットのパスカック・バレー線の最寄り駅であるが、空港の南西部へはウッドリッジ駅も近い。

## 事故
- 1956年と1958年に、トーマス・フィッツパトリック（英語版）は、テターボロから盗まれた航空機を飛ばし、マンハッタン近郊のハドソン・ハイツ（英語版）の通りに着陸させた。
- 1966年6月、テターボロ空港に向かっていた双発のパイパー PA-23（英語版）がハスブルック・ハイツ（英語版）に墜落した。1本の木を倒し、国道46号線に近いバートン通りにある家をかすめた。パイロットは頭蓋骨骨折などの負傷をし、救急車でハッケンサック病院に運ばれた。彼はニュージャージー州フェアローンにあるイーストマンコダックへフィルムを運んでいた。
- 1981年12月23日、ロンソン・エビエーションのヘリコプター、ベル 206Bと、セミノール・エアチャーターのパイパー PA-34が、テターボロ空港の南3.7km付近のイースト・ラザフォード上空で衝突した。パイパー機はニューヨーク州シラキュースからテターボロへ、ベル機はニュージャージー州ウッドブリッジからテターボロに向かっていた。2機は高度200m (650フィート) 付近で衝突した。ベル機はメドウランズ・スポーツ・コンプレックス（英語版）の駐車場に墜落し、乗員二人が死亡した。パイパー機は、左翼の約2.4m (8フィート)と右エンジンを失ったが、衝突地点から東へ1100mほど離れた湿地へ胴体着陸した。パイロットは重傷だったが、乗客は軽傷だった[15]。
- 1999年12月9日木曜夜に、小型機がハスブルック・ハイツ（英語版）の2軒の家の間に墜落した。これにより、搭乗していた4人全員が死亡し、地上にいた3人が負傷した。また、ガレージが燃えた[16]。
- 2002年3月9日、ニューヨーク州モントーク（英語版）へ向かっていた単発エンジンのセスナ 210（英語版）が、午後2時頃の離陸直後に墜落し、パイロットと乗員が死亡した。墜落後、機体は67ｍ (225フィート) ほど横滑りし、国道46号線から91m (100ヤード) ほどの地点で炎上した[17]。
- 2005年2月2日、午前7:18に、ボンバルディア チャレンジャー 600 (機体記号N370V) が、滑走路の端を突き抜け、朝のラッシュ時の高速道路を横切り、倉庫に突っ込んだ。機内の11人を含む20人が負傷した。大災害になるのを回避できたのは、たまたま信号が赤信号だったという偶然であった。ほんのわずかでも遅れていれば、交差点は通勤者の車で混雑していた。45分遅れていれば、近くの高校は授業中であった。1時間遅れていれば、倉庫には200人の労働者がいた。パイロット2人と車に乗っていた2人が重傷で、アテンダントと8人の乗客、倉庫にいた1人が軽傷を負った。5人が入院し、そのうちの1人は深刻な状態だった。当局によると、機体に直撃された車に乗っていた66歳男性のパターソン氏が生命維持装置が必要な状態であった[18]。1年後、上院議員のフランク・ローテンバーグ（英語版）が作成した法案が成立した。それは、FAA (連邦航空局) に対してアメリカの全空港にアレスター・ベッドを導入するよう指示するものであった[19]。
- 2005年9月2日21:22に、セスナ 177（英語版） (機体記号N30491) が、テターボロ空港への緊急着陸中にサウス・ハッケンサック（英語版）に墜落した。空港の従業員は機体が滑走路24へ降下していくのを見ていたが、地平線の先へ降下し機体の場所が分からなくなった。しかしその後、2回か3回の明るい閃光を目撃した。パイロットは重体、乗客は重傷を負った[20]。
- 2006年10月11日、小型機のシーラス SR20が、テターボロ空港から離陸後、午後2:42にニューヨーク市に墜落した。マンハッタンのアッパー・イースト・サイドにあるマンションに北側から突っ込んだ。これにより、マンションの40階と41階の2軒で火災が生じたが、1時間以内に鎮火した。機体はニューヨーク・ヤンキースのピッチャーであるコリー・ライドルが所有するもので、彼が操縦していた。この事故により、彼と飛行教官は死亡した。この事故の後、FAA (連邦航空局) はイースト川の上を飛ぶことを禁止した。
- テターボロ空港を離陸した航空機が関わる2件の空中衝突が、ハドソン川上空で起きている。1件は1976年[21]、もう1件は2009年に生じた。2009年8月8日の事故では、テターボロ空港を離陸した小型機パイパー PA-32（英語版）と、マンハッタン西部のヘリポートを離陸したユーロコプター AS350が、ハドソン川上空で衝突した。パイパー機には3人が、ヘリには5人のイタリア人観光客と1人のパイロットが乗っており、計9人全員が死亡した[22][23](2009年ハドソン川空中衝突事故（英語版）)。2009年の事故を受け、FAA (連邦航空局) はハドソン川上空を飛ぶパイロットに、場所の報告を義務づけることや、飛行目的によって飛行高度を分離する新しいルールを作った。新ルールでは、空中に留まったり観光したりする航空機は高度300m (1,000フィート) 以下、管制官の指示を受けずにこの空域を通過したい航空機は高度300～390m (1,000～1,300フィート)、管制官の管轄下で横切る航空機は高度390m (1,300フィート) 以上を飛ばなければならない[24]。
- 2009年8月21日午前3時頃、ビーチクラフト バロンが着陸しようとして墜落した。パイロットと乗客は無事だったが、やけどがひどかったため、聖バルナバ病院の熱傷対策チーム（ニュージャージー州で唯一のチーム）の手当が必要となった。この機は、ペンシルベニア州レディングを経ち、クエスト・ダイアグノスティクス（英語版）社の血液サンプルを運んでいた。この会社はテターボロ空港の近くに研究所を持っている[25]。
- 2010年10月1日、午後1:45頃、ガルフストリーム IVが滑走路から飛び出し、アレスター・ベッドで停止した。7人の乗客と2人のパイロットが乗っていたが、負傷者はいなかった。事故の原因は特定されていない[26]。
- 2011年12月20日、単発プロペラ機のソカタ TBM700がジョージア州に向けてテターボロ空港から離陸した後、モリスタウン近くの州間高速道路287号線に墜落した。4人家族と別の乗客1人、計5人が死亡した[27]。
- 2017年5月15日、午後3時半頃、リアジェット35が滑走路1へ接近中に、空港から400mほど離れた地点に墜落した。パイロット2人が死亡したが、乗客は乗っていなかった。この機はフィラデルフィア国際空港を少し前に離陸していた[28]。

## 参照
1. ↑  FAA Airport Form 5010 for TEB (PDF) . Federal Aviation Administration. Effective November 15, 2012.
2. 1 2  Directions to and from the Airport, Port Authority of New York & New Jersey. (リンク切れ).
3. ↑  参考までに、テターボロ町の面積は3 km2である。
4. ↑  "Bird strikes by planes rising". Denver Post. April 24, 2009. (2017年8月15日閲覧).
5. ↑  "Meridian To Base Aircraft In Hayward, CA". AviationPros.com, January 11, 2013. (2017年8月15日閲覧).
6. ↑  Jay, Levin. (April 2, 2015), "The Name-Dropper: Teterboro Airport and the Bendix Diner", Bergen County Historical Society. (2017年8月15日閲覧).
7. ↑  "Three pilots for Colonial Air Transport, Inc. are congratulated by Managing Director Juan T. Trippe following their successful first airmail trip between Boston and New York.", gettyimages. (2017年8月15日閲覧).
8. ↑  "History of Teterboro Airport". (2017年8月15日閲覧).
9. ↑  Henry III, William A. (March 28, 1983), "The Man with the Barefoot Voice", Time (magazine). (2017年8月15日閲覧).
10. ↑  "House Of Representatives Approves Rothman Measure To Keep Boeing Business Jet Out Of Teterboro", Steve Rothman press release dated September 10, 2003. Archived, April 28, 2007, at the Wayback Machine. (2017年8月15日閲覧).
11. ↑  "Ultimate Air Shuttle consolidating flight operations" (PDF), Ultimate Air Shuttle, May 6, 2016. (2017年8月15日閲覧).
12. 1 2 3 4 5  "Teterboro Airport : Facts & Information", The Port Authority of New York and New Jersey. (2017年8月15日閲覧).
13. ↑  FAA Airport Master Record for TEB (Form 5010, PDF). Federal Aviation Administration. Effective November 15, 2012. (2017年8月15日閲覧).
14. ↑  Aviation Hall of Fame and Museum of New Jersey. (2017年8月15日閲覧).
15. ↑  "Accident Report AAR82-06" (PDF), National Transportation Safety Board, May 18, 1982. (2017年8月15日閲覧).
16. ↑  "Hasbrouck Heights Air Disaster: December 9, 1999", hasbrouck-heights.com. (2017年8月15日閲覧).
17. ↑  "Teterboro Air Crash Kills Pilot: March 9, 2002", hasbrouck-heights.com. (2017年8月15日閲覧).
18. ↑  "Teterboro Air Crash: February 2, 2005", hasbrouck-heights.com. (2017年8月15日閲覧).
19. ↑  Jeff, Bailey. Matthew, Wald. (December 10, 2005), "Accident Investigation Looks at Where Jet Touched Down on Runway", The New York Times. (2017年8月15日閲覧).
20. ↑  "Teterboro Approach Air Crash: Cessna 177 crashes while approaching Teterboro Airport September 2, 2005", hasbrouck-heights.com. (2017年8月15日閲覧).
21. ↑  Baird, Rob (2009-08-11). "Flashback to 1976 Hudson crash", Archived from the original on 2012-04-26. (2017年8月15日閲覧).
22. ↑  "Nine killed in mid-air crash over New York", the guardian, (8 August 2009). (2017年8月15日閲覧).
23. ↑  "9 Thought Dead as Helicopter, Plane Crash", CBS News, (8 August 2009). (2017年8月15日閲覧).
24. ↑  Al, Baker. Matthew, Waldnov. (November 16, 2009), "New Rules to Begin for Hudson River Airspace", The New York Times. (2017年8月15日閲覧).
25. ↑  "Two people injured in small plane crash near Teterboro Airport", NJ.com. (2017年8月15日閲覧).
26. ↑  "Private jet overshoots runway at Teterboro Airport", The Associated Press. October 1, 2010. (2017年8月15日閲覧).
27. ↑  Matt, Flegenheimer. (December 20, 2011), "All 5 aboard Plane Die as It Crashes on an Interstate in New Jersey", The New York Times. (2017年8月15日閲覧).
28. ↑  Chris, Boyette. Darran, Simon. (May 16, 2017), "2 killed in Teterboro Airport crash", CNN. (2017年8月15日閲覧).